# Textile africain
Les textiles africains sont des textiles provenant de divers endroits du continent africain. Celui-ci abrite de nombreux styles, techniques, méthodes de teinture et objectifs décoratifs et fonctionnels distinctifs. Ces textiles ont une signification culturelle et également une valeur historique en tant que témoignage de l'évolution du design africain.

## Afrique de l'Ouest
Le tissage en Afrique de l’Ouest partage des caractéristiques communes : il s'agit d'une activité traditionnellement exclusivement masculine (dans certaines régions, la femme est même interdite de tisser), elle consiste à réaliser des bandes de tissu de 12 à 20-22 cm selon les ethnies, en utilisant du coton principalement, et selon la technique du brocart pour l’insertion des motifs.
Les tissus traditionnels sont principalement blancs et bleus en raison de l'abondance de diverses espèces indigènes de coton et de plantes à indigo puissantes, notamment l'Indigofera arrecta et le Lonchocarpus cyanescens.
Au Sahel, les bandes de gabak (coton écru) étaient utilisées comme monnaie d’échange pour les paiements de sommes importantes. 

### Côte d'Ivoire
- le tissu Korhogo, est un vêtement traditionnel de Côte d'Ivoire tissé dans le village de Waraniéné et teint dans le village de Fakaha[4].
- le pagne baoulé, fabriqué à Bomizambo et autour.

### Ghana
- le kente, une étoffe fabriquée initialement pour le roi Ashanti du Ghana et sa famille

### Burkina Faso
- le Faso dan fani, un tissu burkinabè en coton lourd devenu le pagne officiel des grandes manifestations au Burkina Faso.
- Le cocodounda est tissu burkinabè qui tire ses origines à l'ouest du pays.

### Sénégal
- le rabal (mandjack) du Sénégal

### Nigeria
- le wukari du Nigeria

### Mali
- le bazin
- le bogolan

### Guinée
- le lépi ou « pagne indigo » est un des pagnes traditionnels en Moyenne-Guinée constitué d'un morceau de tissu en coton tissé, très léger.

## Afrique centrale
- le ndop, une étoffe traditionnelle bamiléké du nord-ouest du Cameroun[5]
- le toghu, un tissu du nord-ouest du Cameroun réalisé avec du velours noir sur lequel sont brodés à la main des motifs et décorations de différentes formes (étoile, carré, losange, cercles…) au fil jaune, rouge et blanc[5].
- le N’Tchak, pagne ancestral et traditionnel venant de l’ethnie Kuba.

## Afrique de l'Est
- Kikoy